# Cesarismo

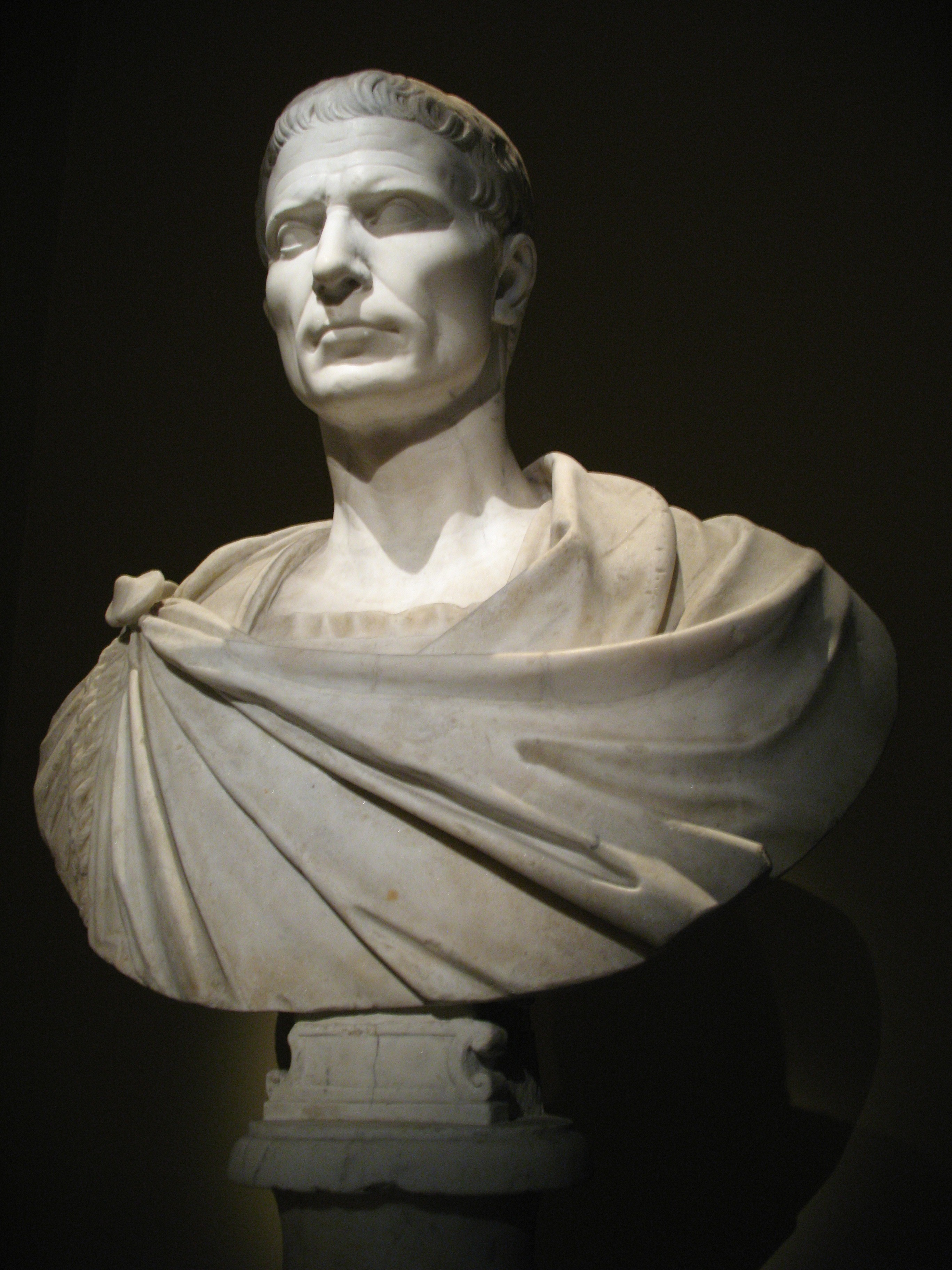
El gobierno de Julio César en la Antigua Roma, caracterizado por la canonización de su liderazgo personal, dio origen a la palabra cesarismo.

Cesarismo (por Julio César) es un concepto utilizado por diversos autores para definir un sistema de gobierno centrado en la autoridad suprema de un jefe militar, y en la fe en su capacidad personal, a la que atribuyen rasgos heroicos. Este líder, surgido en momentos de inflexión política, se presenta como la alternativa para regenerar la sociedad o conjurar hipotéticos peligros internos y externos. Por esto este tipo de gobierno suele presentar algunos elementos de culto de la personalidad. 
Habitualmente se considera que sus exponentes clásicos son Julio César, Oliver Cromwell, Napoleón I y Otto von Bismarck
El cesarismo también se caracterizaría por una mayor confianza o preferencia por las soluciones militares, como la guerra o la imposición de la voluntad al adversario.
Bonapartismo se utiliza comúnmente como sinónimo de cesarismo, aunque hay autores que establecen diferencias conceptuales o reducen el término a la ideología propia del gobierno de Napoleón I. 
Trotski, por ejemplo, considera el bonapartismo como la manifestación burguesa del cesarismo.

## En los países hispanos
Los siguientes gobernantes hispanoamericanos son considerados cesaristas por algunos autores:
- José Miguel Carrera: Chile, entre 1811 y 1814.
- Bernardo O'Higgins: Chile, entre 1817 y 1823.[1]
- Antonio López de Santa Anna: México, entre 1833 y 1855.

También se ha dado en llamar gorilismo a cierta forma de cesarismo latinoamericano propia del siglo XX; el de las numerosas dictaduras militares establecidas por golpe de Estado y mantenidas gracias a la represión y matonaje directo.
En Latinoamérica ha surgido además el término "cesarismo democrático", propuesto en Laureano Vallenilla Lanz (1925), caracterizado como un gobierno basado en la reelección permanente de un líder carismático que concentra gran poder o como una autocracia que busca legitimarse mediante votación.

## Origen del término

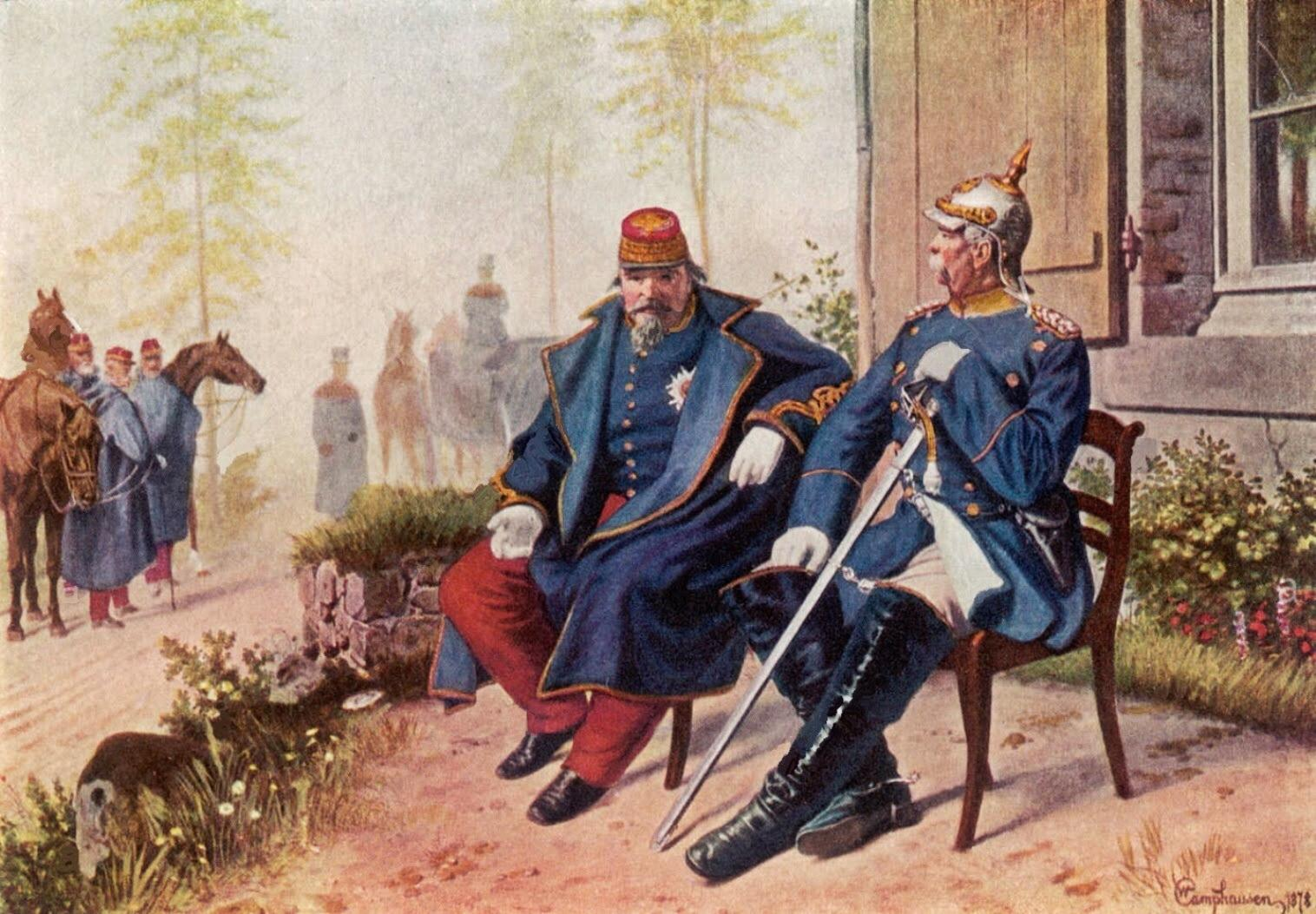
Napoleón III y Bismarck, representados aquí tras la Batalla de Sedán, son considerados dos representantes de la forma cesarista de gobierno.

Pierre Joseph Proudhon, el padre del anarquismo, ocupó el término en Le manuel du spéculateur à la bourse para describir una fase de la evolución del capitalismo: el "cesarismo económico".
A raíz de la ascensión de Napoleón III al poder en Francia, la palabra cesarismo parece ponerse en boga en diversos escritos de análisis político. En su obra El 18 de brumario de Luis Bonaparte, Karl Marx entendía el cesarismo literalmente como una forma política surgida en la Antigua Roma, por lo que consideraba que el concepto no se ajustaba a la nueva realidad, constituyéndose en una comparación histórica forzada: 

...confío en que mi obra contribuirá a eliminar ese tópico del llamado cesarismo, tan corriente, sobre todo actualmente, en Alemania. En esta superficial analogía histórica se olvida lo principal: en la antigua Roma, la lucha de clases sólo se ventilaba entre una minoría privilegiada, entre los libres ricos y los libres pobres, mientras la gran masa productiva de la población, los esclavos, formaban un pedestal puramente pasivo para aquellos luchadores. Se olvida la importante sentencia de Sismondi: el proletariado romano vivía a costa de la sociedad, mientras que la moderna sociedad vive a costa del proletariado.
Karl Marx

## La profecía de Spengler
Según afirma Oswald Spengler, en el ensayo La decadencia de Occidente, su aparición en la historia representaba la muerte de los espíritus generalmente animados de una nación y sus instituciones. Se trataría, así mismo, un gobierno caracterizado por ser amorfo, más allá de la existencia de un estado de derecho formal. Las instituciones tradicionales, pese a su mantención, no tienen peso. 

(En el cesarismo) lo único que significa algo es el poder personal que ejercen por sus capacidades el César o, en su lugar, un hombre apto. El mundo, colmado de forman perfectas, reingresa en lo primitivo, en lo cósmico ahistórico. Los periodos biológicos substituyen a las épocas históricas.
Oswald Spengler

Sería el preámbulo de lo que llama la Edad Imperial.
Spengler escribió sobre el tema tras la Primera Guerra Mundial, publicando los dos volúmenes de su obra entre 1918 y 1923. Entonces afirmó que el mundo se aprontaba a entrar en una época de cesarismo, motivada por la muerte de su alma.

Mientras tanto los partidos se convierten en obedientes séquitos de unos pocos, sobre los cuales el cesarismo ya empieza alanzar sus sombras. Así como la monarquía inglesa en el siglo XIX, así los Parlamentos en el XX serán poco a poco un espectáculo solemne y vano. Como allí el cetro y la corona, así aquí los derechos populares serán expuestos a la masa con gran ceremonia y reverenciados con tanto más cuidado cuanto menos signifiquen. Esta es la razón de por qué el prudente Augusto no desperdició ocasión de acentuar los usos sagrados de la libertad romana
Oswald Spengler

## Trotski: el cesarismo es fruto de una lucha
Para León Trotski:

El cesarismo o su forma burguesa, el bonapartismo entra en escena en la historia cuando la áspera lucha de dos adversarios parece elevar el poder sobre la nación, y asegura a los gobernantes una independencia aparente con relación a las clases; cuando en realidad no les deja más que la libertad que necesitan para defender a los privilegiados (...)
León Trotski

En este sentido parece rescatar una idea relativa de Marx sobre los sucesos que llevaron al poder a Napoleón III, pese a que este no era partidario de universalizar el término cesarismo:

...la lucha de clases creó en Francia las circunstancias y las condiciones que permitieron a un personaje mediocre y grotesco representar el papel de héroe.
Karl Marx

Trotski también ubicaba al estalinismo como una forma emparentada con el cesarismo y su derivado burgués, el bonapartismo.

El cesarismo nació en una sociedad fundada sobre la esclavitud y trastornada por las luchas intestinas. El bonapartismo fue uno de los instrumentos del régimen capitalista en sus periodos críticos. El estalinismo es una de sus variedades, pero sobre las bases del Estado obrero, desgarrado por el antagonismo entre la burocracia soviética organizada y armada y las masas trabajadoras desarmadas.
León Trotski

## Gramsci: cesarismo progresista y regresivo
Antonio Gramsci, en escritos fechados entre 1932 y 1934, lo definía como sigue:

...el cesarismo expresa siempre la solución "arbitraria", confiada a una gran personalidad, de una situación histórico-política caracterizada por un equilibrio de fuerzas de perspectiva catastrófica, no siempre tiene el mismo significado histórico. Puede existir un cesarismo progresista y uno regresivo; y el significado exacto de cada forma de cesarismo puede ser reconstruido en última instancia por medio de la historia concreta y no a través de un esquema sociológico.
Antonio Gramsci

Gramsci agregaba que el cesarismo escondía, bajo su aparente voluntarismo, soluciones de compromiso. Si se unía la existencia de esos compromisos "limitativos de la victoria" y un discurso regenerador, ya fuera de revolución o restauración, se estaba en presencia del cesarismo:

Pueden darse soluciones cesaristas aun sin un César, sin una gran personalidad "heroica" y representativa. (...) Todo gobierno de coalición es un grado inicial de cesarismo, que puede o no desarrollarse hasta los grados más significativos (como es natural la opinión generalizada es, en cambio, la de que los gobiernos de coalición constituyen el más "sólido baluarte" contra el cesarismo)(...) En el mundo moderno, las fuerzas sindicales y políticas, con medios financieros incalculables puestos a disposición de pequeños grupos de ciudadanos, complican el problema. Los funcionarios de los partidos y de los sindicatos económicos pueden ser corrompidos o aterrorizados, sin necesidad de acciones militares en vasta escala, tipo César o 18 de Brumario.
Antonio Gramsci